# Pralátka

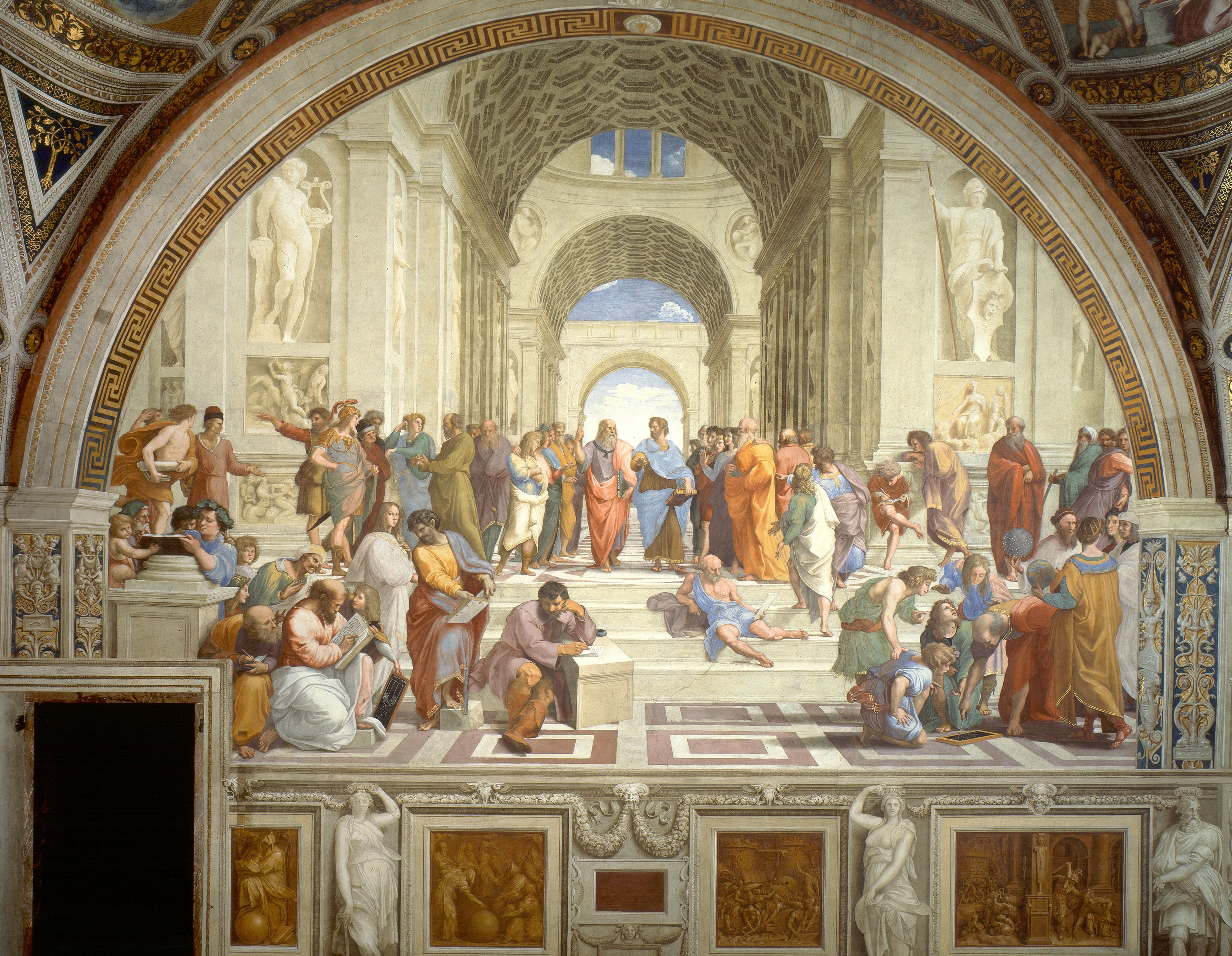
Athénská škola

Pralátka byla jedním z ústředních pojmů starořecké filozofie, zvláště v jejím předsokratovském období. Je to pojem, který je pevně spojen s počátky racionálního a filozofického bádání v evropské civilizaci. Právě hledáním pralátky započala emancipace filozofie a vznik rozumné alternativy vůči mytologickému vysvětlování světa, které bylo založeno na pověstech, legendách a mýtech.
Při vzniku filozofie, jako racionálního bádání, stála v popředí snaha vysvětlit původ a podstatu světa i jednotlivých existencí. Filozofové se snažili odhalit univerzální elementární zákony, na základě nichž by bylo možné vysvětlit vesmír čistou dedukcí. Tyto snahy je dovedly k tezi, že celý svět pochází z jednoho základu - pralátky. Tento koncept byl převzat z nejranějších kosmogonií (nauka o vzniku světa) od Hesioda a náboženského hnutí orfismu, přes fyzikální teorie filozofie před Sókratem a Platónem, než byl formalizován jako součást metafyziky Aristotelem.

## Pralátka v mytologii
- V mytologických kosmogoniích Blízkého východu je vesmír beztvarý a prázdný a jedinou existující věcí před stvořením byla vodní propast. V Enúma Eliš, babylonském příběhu o stvoření světa, je prvotní svět popsán jako vodní chaos, ze kterého vzešlo všechno ostatní.
- V mytické řecké kosmogonii Hésioda (8. až 7. století př. n. l.) je původem světa také chaos, považovaný za božský prvotní stav, z něhož se vše ostatní vynořuje.
- V orfické kosmogonii řecký bůh Chronos vytvořil éter a chaos a v božském éteru vytvořil stříbřité vejce, ze kterého se objevilo vše ostatní.
- První filozofové, stejně jako tomu bylo v mytologii, řešili otázky o původu a povaze rozmanitosti a mnohotvárnosti světa. Původně si nedokázali představit, že by se kvalitativní a kvantitativní existence mohla spojit s něčím nestálým nebo proměnlivým, jako je například energie. Podle nich mohlo být podstatou jsoucna pouze pevné, nezanikající ani nevznikající. Všechny věci jsou tak jen metamorfózy a změny stejné podstaty, elementů nebo téže arché. To vyústilo do představy jediného prazákladu veškerého bytí. V evropské filozofii se takové pojetí označuje jako ontologická jednota mnohotvárnosti.

## Pralátka v různých obdobích

Symboly používané starověkými filozofy: 1 - oheň, 2 - země, 3 - voda, 4 - vzduch

Snaha vysvětlit původ a podstatu světa v různých historických obdobích dávala termínu pralátka různé významy a názvy:

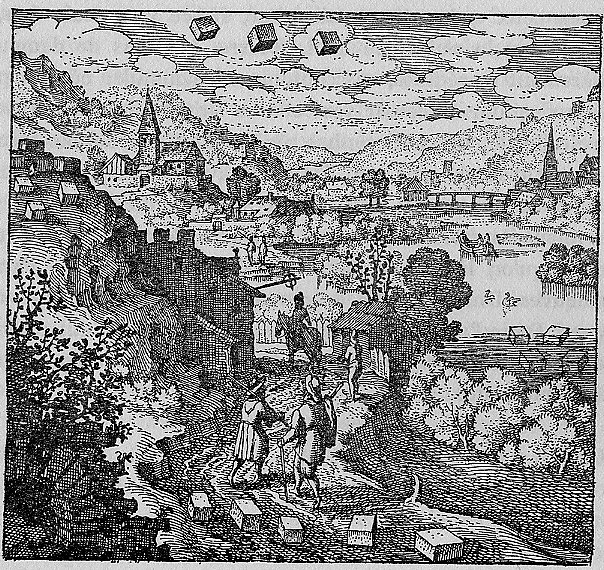
Alchymistická myšlenka všudypřítomnosti filozofické hmoty. Kostky představují pralátku - prima materii (Atalanta Fugiens Michaela Maiera. 1617)

- Arché (starořecky ἀρχή, latinsky principium, česky počátek, princip,Alchymistická myšlenka všudypřítomnosti filozofické hmoty. Kostky představují pralátku - prima materii (Atalanta Fugiens Michaela Maiera. 1617)původ, pralátka ) označuje ve starověké řecké filozofii počátek vzniku světa - prvotní princip světa, z něhož jsou odvozeny všechny další principy. Popisuje počátek kauzálních řetězců, jejichž konečným výsledkem jsou empirické podmínky a zkušenosti. Pojem arché pochází z mílétské školy přírodní filozofie, která se snažila odhalit počátek a základ světa, jednotu mnohosti a rozmanitosti. Její zakladatel Thalés z Miletu považoval za pralátku vodu, Anaximenés vzduch, Anaximandros neurčitou neomezenou prahmotu - apeiron. Tito filozofové založili filozofický směr hylozoismus, který u pralátky předpokládali i vnitřní pohyb a život.

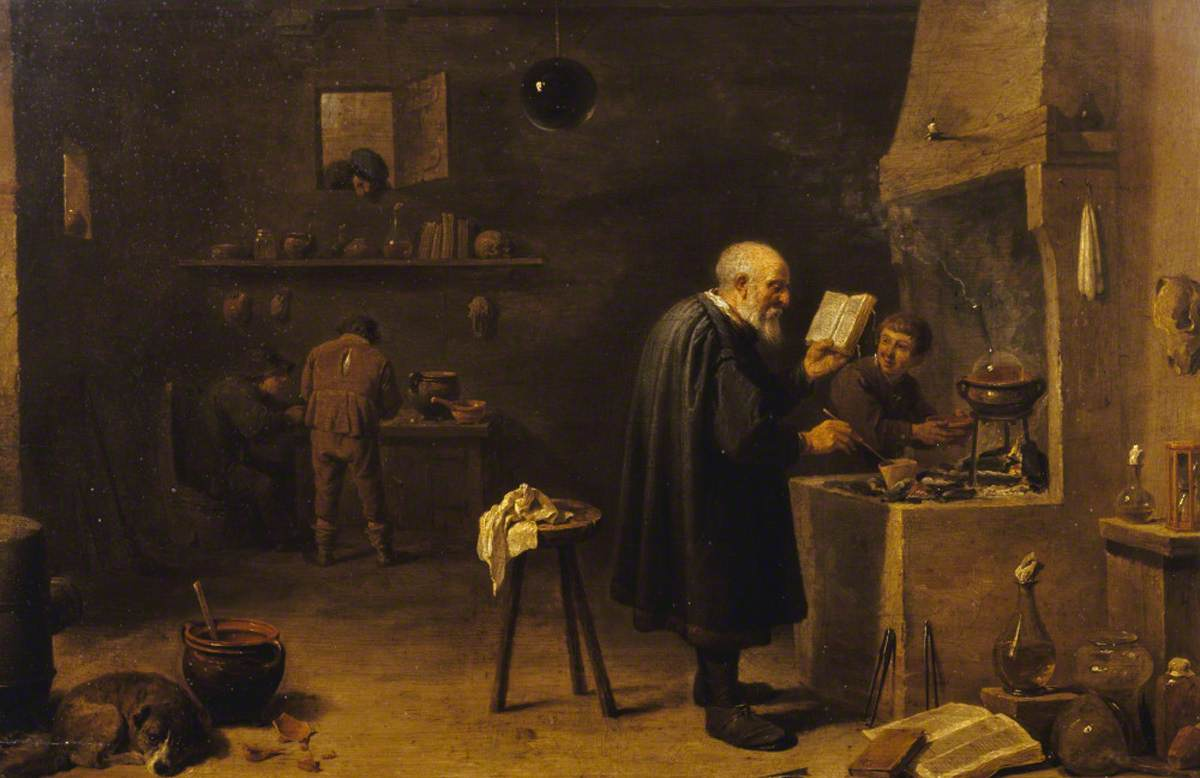
Alchymista

- Materia prima nebo prima materia je latinský termín pro prvotní hmotu nebo prvotní substanci. Jeho vznik je připisován Aristotelovi, který učil, že konkrétní hmotné věci jsou tvořeny hmotou (hyle) a formou (morphe) Dosud nezformovanou hmotu nazval ὕλη πρώτη (hulê protê, hyle prote) nebo πρώτη ὕλη (protê hulê). Tento výraz byl přeložen do latiny jako materia prima. Na základě těchto Aristotelových úvah vznikl filozofický směr, který se nazývá hylemorfismus.Termín materia prima byl zvláště důležitý ve filozofické škole - scholastice.Alchymista
- Materia prima nebo prima materia ve středověké alchymii znamenala pralátku, z níž může změnou formy vzniknout nekonečná řada dalších látek. Pralátka byla také nazývána semenem, chaosem, univerzální substancí nebo výchozí látkou. Alchymisté vycházeli z teze, že vše je v jednom, že vše má stejný základ. Proces práce s pralátkou (materia prima) za účelem výroby kamene mudrců (Lapis philosophorum) byl nazýván Velké dílo (Opus magnum).

## Etymologie slova Arché
- Arché někdy také přepisováno jako arkhé je starořecké slovo s primárními významy počátek nebo původ.
- Jako zdroj činnosti znamená: od počátku, původní argument a později první princip nebo prvek. Prvním principem je myšlena konečná základní podstata a nejvyšší neprokazatelný princip.
- V širším slova smyslu může znamenat první místo, impérium, říši, autorita, velení.
- Ve významu způsob vlády je vlastně odvozeninou slova archón, které v řečtině znamená vláda.
- Ve filozofii se podle Aristotela principy důkazu nazývají archai.
- U pozdějších filozofů termín arché odkazuje na důvod a princip bytí.

## Pralátka a filozofové

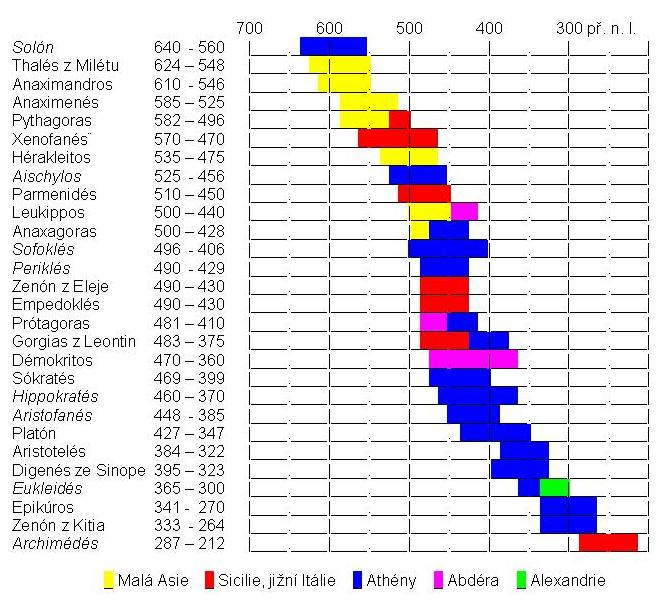
Časová osa řeckých filozofů

### Thalés z Miletu
Thalés z Milétu (624 - 548 př. n. l.) přišel jako první s konceptem pralátky - arché. Tvrdil, že prvotní princip všeho je voda (hydór), zvláštní látka s přirozenou schopností stávat se pevnou zemí (led) i plynným vzduchem (pára). Vodu ztotožňoval s pojmem počátku a příčiny. Vodou chtěl vysvětlovat vznik celého světa a každé jednotlivé věci. Tato teorie souvisela i s jeho přesvědčením, že země je disk plovoucí na vodě.
Hlavním důvodem, proč pokládal Thalés za pralátku právě vodu, bylo zřejmě poznání, že voda je základní podmínkou života člověka, živočichů, rostlin, ovzduší - tedy celé přírody.

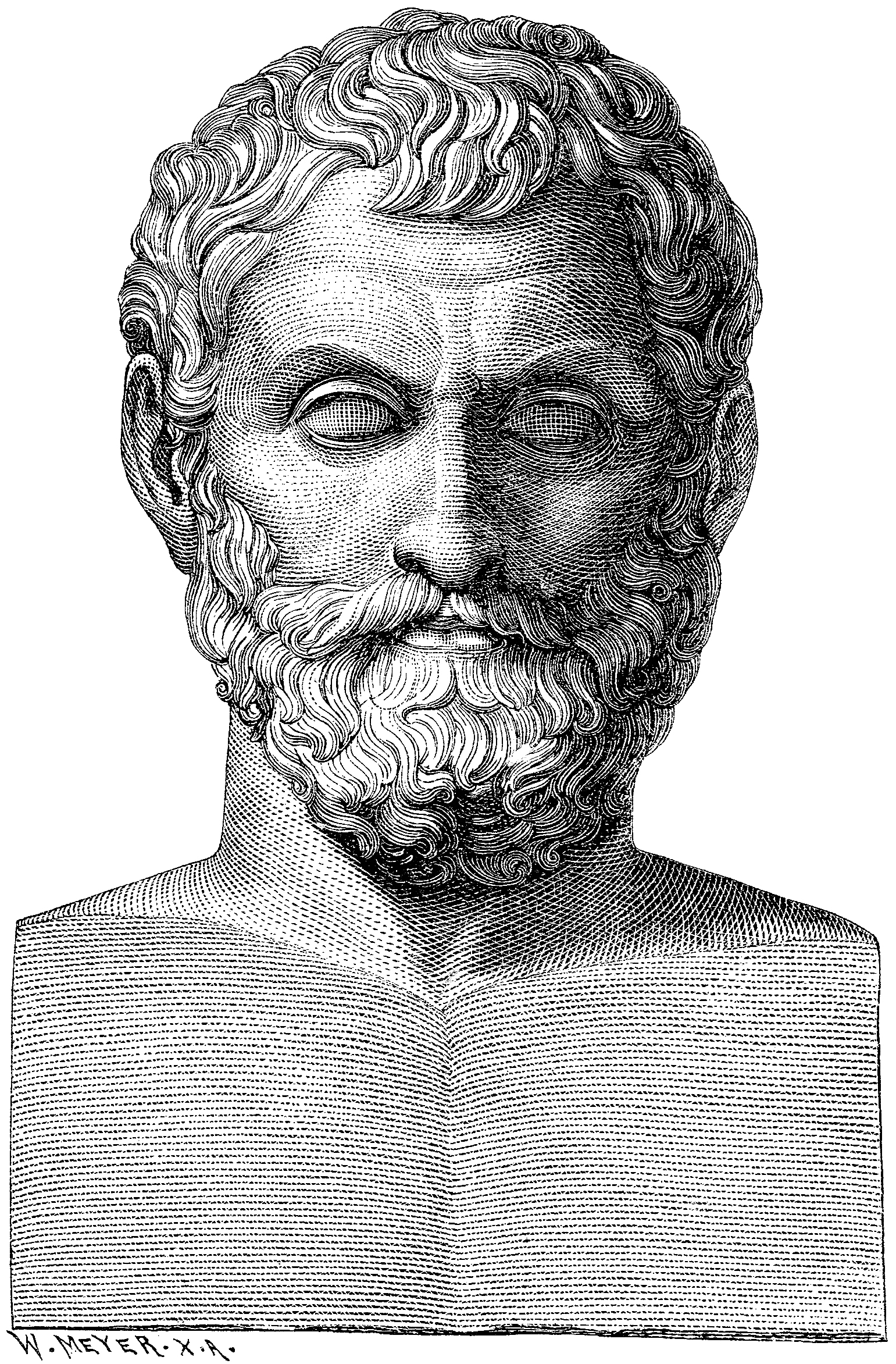
Thalés

Thalétovo učení (podobně jako učení Anaximandra a Anaximena) se nazývá hylozoismus. Byl to první krok k vysvětlování světa z něho samého, a nikoli pomocí mytologických činitelů.

### Anaximandros z Miletu

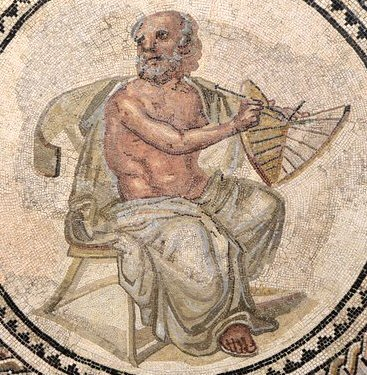
Anaximandros

Thalétův žák Anaximandros (610 - 546 př. n. l.) odmítal, že pralátkou je voda, protože z ní nemůže vzniknout její protiklad - oheň. Anaximadros tvrdil, že z tohoto důvodu žádný ze čtyř živlů (zem, voda, vzduch, oheň) nemůže být arché. Sám uvažoval o existenci pralátky zvané apeiron (neomezeno), z níž se všechny věci rodí a do níž se zase navrací.
Svět podle něj nepochází z jedné materiální pralátky, ale nesčetné světy vznikají a zanikají vydělováním protikladů z božského neomezena. Až z rovnováhy protikladů vychází teplo a chladno, vlhko a sucho, čímž vznikají čtyři živly a ustavují tak svět a jednotlivé věci. Tato pralátka je nekonečná a věčná a je pořád v pohybu. Je to vesmírný řád, platící úplně pro vše, co se ve vesmíru nachází. Pro vše živé i neživé je tak zdrojem životní aktivity právě apeiron.

### Anaximenés z Miletu

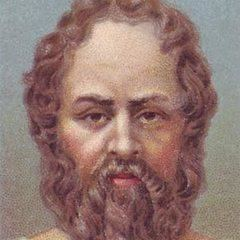
Anaximenés

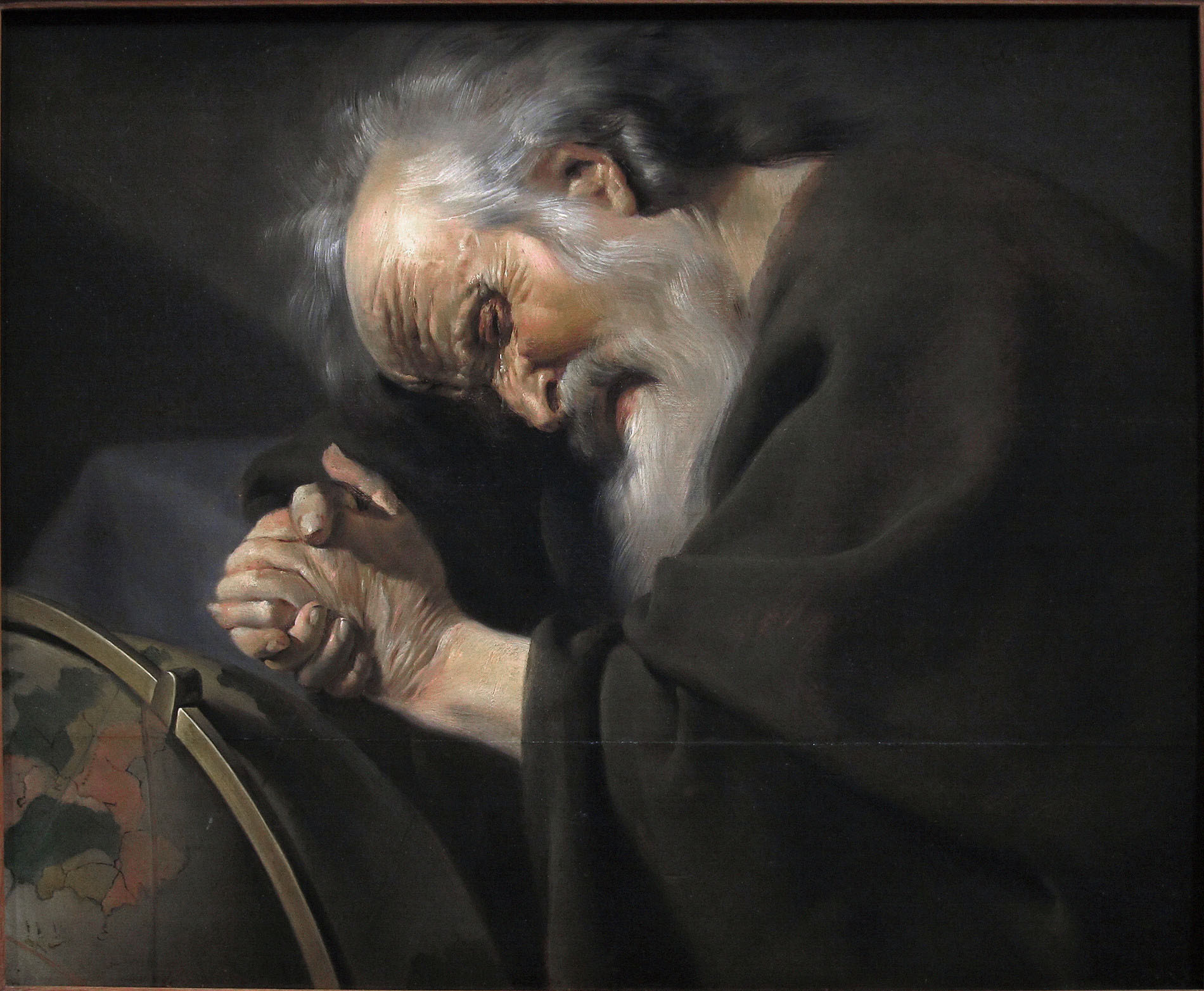
Hérakleitos

Anaximandrův žák Anaximenés (590 - 528 př. n. l.) odmítl jeho učení a pralátkou se pro něj stal vzduch. Ze vzduchu podle něj může povstat voda, oheň i zem. Pralátku popisuje jako neustále se pohybující, nekonečný, nediferencovaný, blíže neurčený, neurčitý vzduch, ze kterého zředěním vznikl oheň a zhuštěním zase větry, mraky, voda, země, kameny, bohové. Vzduch je pro něj prapodstatou všeho.

### Hérakleitos z Efezu
Hérakleitos z Efesu (asi 540/535 – 480/475 př. n. l.) považoval za pralátku všeho oheň. Svět a příroda byly dle Herakleita v neustálém pohybu, přičemž oheň byl ze všech živlů nejpohyblivější.

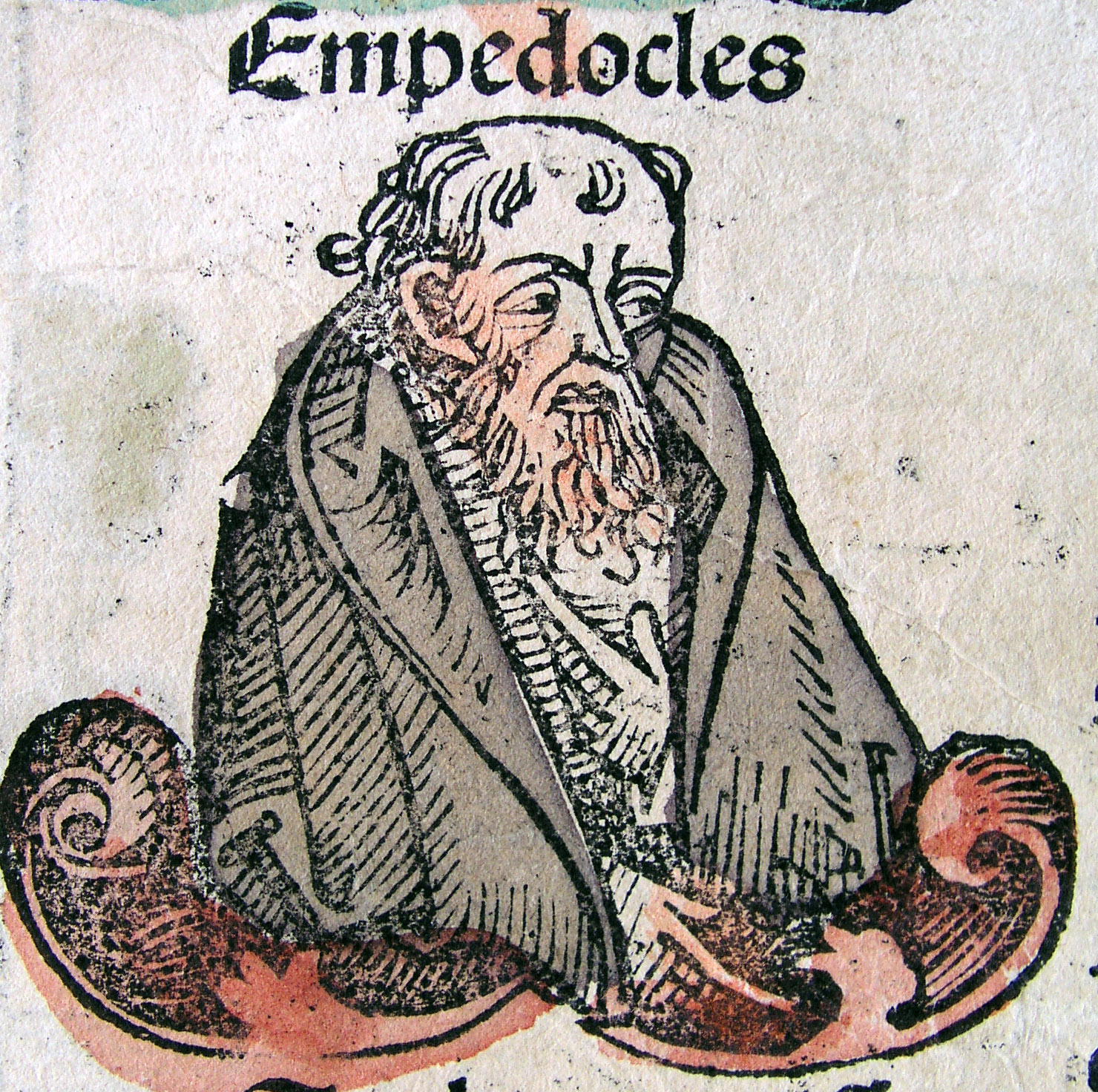
Empedoklés

### Empedoklés z Akragantu

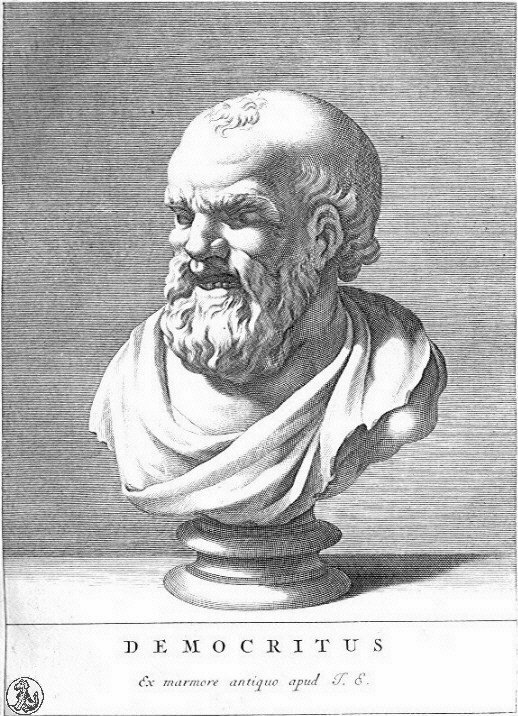
Démokritos

Podle Empedokla z Akragantu (asi 493 – 433 př. n. l.) nebyla možná existence jen jedné pralátky. Uznával tedy existenci více pralátek, které se mezi sebou míchaly a zase oddělovaly. Vzniklé látky a věci odpovídaly čtyřem stavům hmoty: země byla výrazem pevnosti a suchosti, voda znamenala stav tekutý, vzduch symbolizoval těkavost a plynný stav a oheň byl nositelem tepla a světla.

### Démokritos z Abdér
Démokritos z Abdér (asi 460 – 370 př. n. l.) tvrdil, že podstatou celého světa jsou atomy (nedělitelné a nejmenší částice). Atomy nikdy nevznikly a nikdy nezaniknou. Atomy byly ze stejné hmoty a lišily se tvarem, velikostí a hmotností. Byly nezměnitelné, nestlačitelné, tvrdé a v neustálém pohybu. Shlukováním atomů vznikaly různé látky.

### Aristotelés

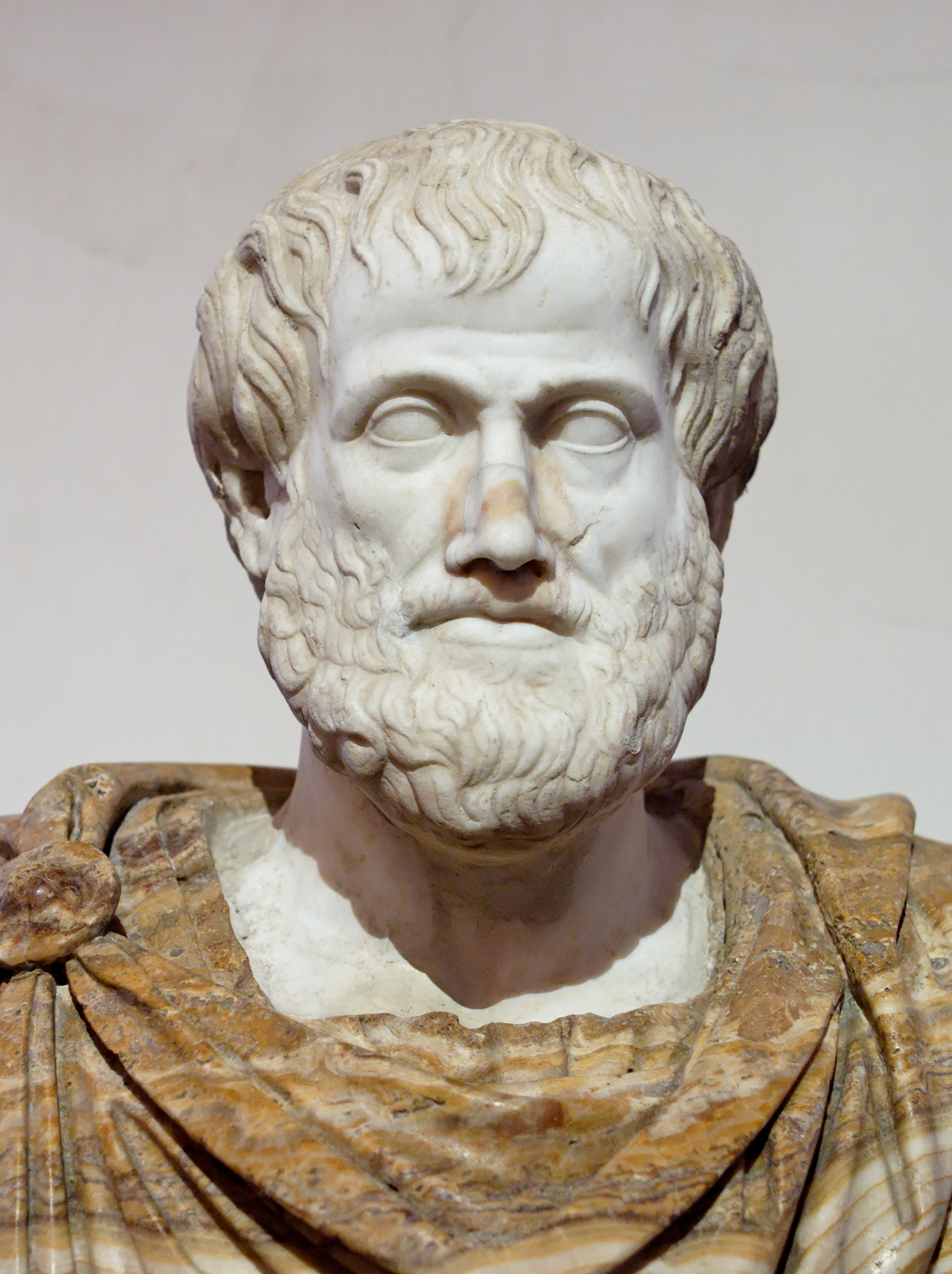
Aristotelés

Podle Aristotela z Chalkidiki (asi 384/383 – 322 př. n. l.) byly nositeli vlastností pralátky čtyři základní živly (voda, země, vzduch a oheň), které se mohly vzájemně proměňovat. Vedle nich předpokládal existenci éteru (božské látky), která byla nehmotná, nezničitelná a byl z ní složen svět stálic.
Založil filozofický směr hylémorfismus, který říká, že vše vzniká spolupůsobení látky (hylé) a formy (morfé). Věci vznikají spojením těchto dvou substancí a zanikají jejich oddělením. Látka je nediferencovaná, je substrátem každé věci a existence dosahuje spojením s formou. Forma existuje jen realizovaná v látce a určuje její vlastnosti (například tvar, schopnosti nebo funkce).
Jeho dílo bylo rozsáhlé, dochovalo se 80 spisů. Zdůrazňoval logiku ve vědě a chtěl uspořádat veškeré vědní poznatky. Rozdělil filozofii na praktickou (politika, etika, strategie, rétorika), teoretickou (fyzika, matematika, filozofie) a poetickou.
Aristotelés řekl o svých předchůdcích:
„Většina těch, co se prvně zabývali filosofií, si myslela, že počátky věcí jsou pouze v podobě hmoty. Neboť to, z čeho jsou všechny věci a z čeho jako z prvního vznikají a do čeho jako posledního zanikají, přičemž podstata zůstává a mění se jen její stavy, prohlašují za prvek a počátek (arché) věcí, a to, že nic nevzniká, ani nic nezaniká, věří proto, že jsou názoru, že se taková podstata (fysis) vždy zachovává... Tedy musí být určitá podstata, buď jediná, nebo více, z nichž vše ostatní vzniká, zatímco ona sama zůstává zachována. Pravda, pokud jde o počet a druh takového počátku, nejsou všichni stejného mínění, Thalés však, původce takovéto filozofie, říká, že je to voda (proto také hlásal, že země spočívá na vodě). Možná čerpal tuto domněnku z pozorování, že potrava všech věcí je vlhká a že z vlhka vzniká a jím se živí i samo teplo (to však, z čeho vše vzniká, je počátkem všeho); tuto domněnku měl tedy z tohoto i z toho, že semena všech věcí mají vlhkou podstatu.“